# حشة (الملاح)

تعديل مصدري - تعديل

حشــة هي إحدى قرى عزلة الملاح بمديرية الملاح التابعة لمحافظة لحج، بلغ تعداد سكانها 160 نسمة حسب تعداد اليمن لعام 2004.